# Dzikun
Dzikun – polski film przygodowy z 1987 roku w reżyserii Andrzeja Barszczyńskiego na podstawie powieści Żelazny wilk Tytusa Karpowicza.

## Występują
- Dariusz Wiatrowski - Bierniuka
- Ryszard Kotys - Mohiła
- Jerzy Zygmunt Nowak - Kondrat
- Tadeusz Szymków - Szymek, pomocnik Mohiły
- Anetka Schuman
- Darek Chodorowski
- Staszek Walendzewicz
- Sylwek Cylwa